# Harald Leupold-Löwenthal

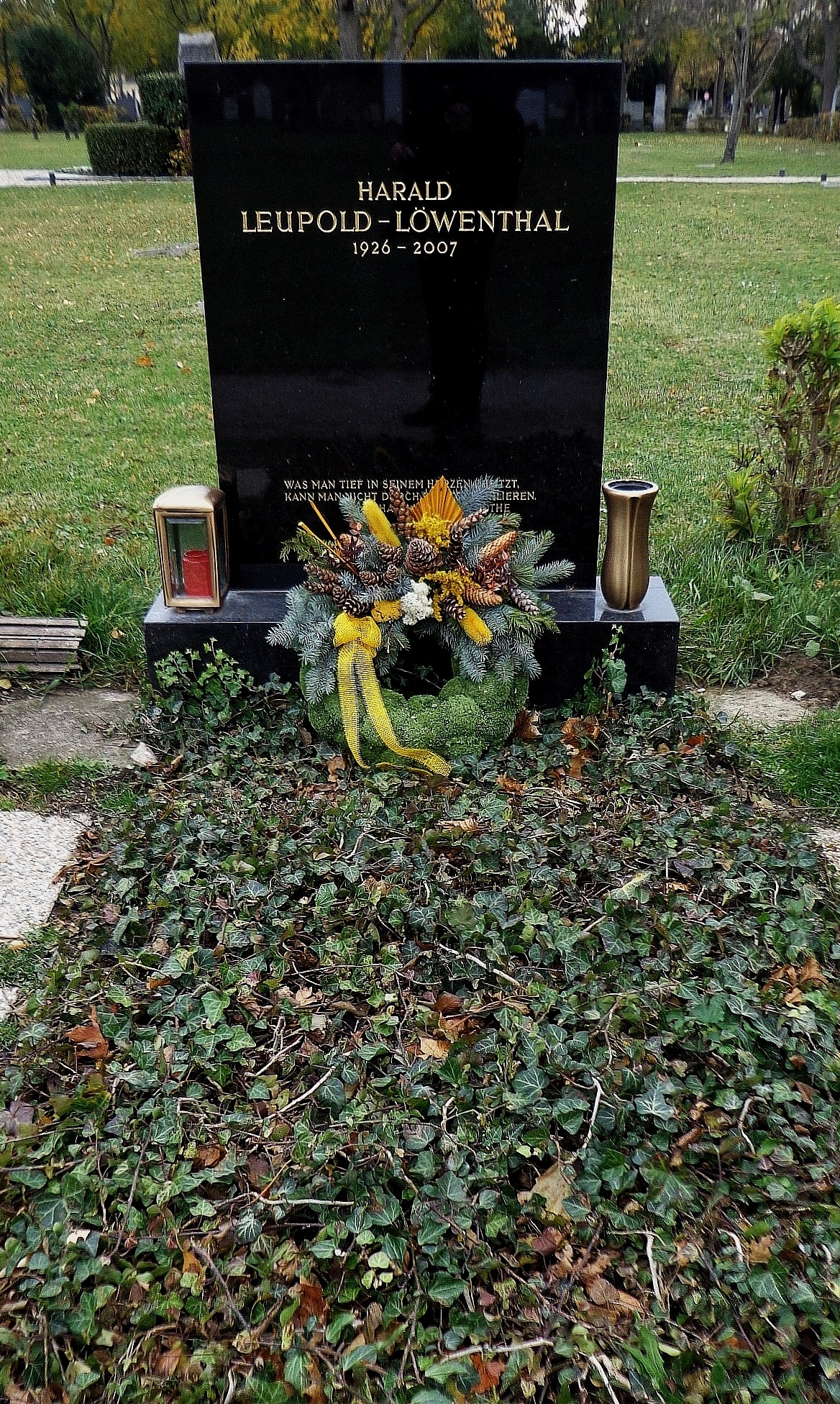
Grab von Harald Leupold-Löwenthal auf dem Wiener Zentralfriedhof

Harald Johann Friedrich Leupold-Löwenthal (* 6. August 1926 in Wien; † 13. März 2007 ebenda) war ein österreichischer Psychiater, Neurologe und Psychoanalytiker.

## Leben
Leupold-Löwenthal wurde in Wien geboren. Nach der Kriegsmatura 1943 im Gymnasium Stubenbastei und kurzem Wehrdienst studierte er Medizin an der Universität Wien und nahm 1951 eine Stelle an der Wiener Psychiatrischen Universitätsklinik an. 1953 und 1954 studierte er in London, ehe er 1959 die Anerkennung zum Facharzt für Psychiatrie und Neurologie erhielt. Von 1961 bis 1963 war er am Psychiatrischen Krankenhaus der Stadt Wien tätig. Gleichzeitig absolvierte er auch eine psychoanalytische Ausbildung und seine Lehranalyse. 1964 eröffnete er eine eigene Praxis. 1963 wurde Leupold-Löwenthal Mitglied der Wiener Psychoanalytischen Vereinigung, von 1967 bis 1973 war er deren Sekretär, von 1974 bis 1981 ihr Vorsitzender. 1982 habilitierte sich Leupold-Löwenthal an der Universität Wien und erhielt die Lehrberechtigung für Psychotherapie und Psychoanalyse mit Berücksichtigung der klinischen Psychotherapie.
Zusammen mit Friedrich Hacker und anderen war Leupold-Löwenthal Mitglied des Gründungsvorstands der 1968 gegründeten Wiener Sigmund-Freud-Gesellschaft, 1971 war er bei der Einrichtung des Sigmund-Freud-Museums in der ehemaligen Wohnung Sigmund Freuds in Wien federführend. Von 1976 bis 1999 war er Präsident der Sigmund-Freud-Gesellschaft.
Leupold-Löwenthal starb im März 2007 an einem Herzstillstand. Er wurde am Wiener Zentralfriedhof in einem ehrenhalber gewidmeten Grab bestattet.

## Gedenken
In Gedenken an ihn unterstützt seine Ehefrau Ida di Pietro Leupold-Löwenthal (* 1947) den Verein NierenKinder Berlin e.V. (ehemals Dialysekinder)  und die St. Anna Kinderkrebsforschung. Im Februar 2021 wurde von seiner Ehefrau der „Priv.-Doz. Dr. Harald Leupold-Löwenthal Stiftungsfonds in der Stiftung zur Förderung der universitären Psychoanalyse“ aufgelegt, mit dessen Mitteln die Internationale Psychoanalytische Universität Berlin gefördert werden soll.

## Schriften (Auswahl)
- Handbuch der Psychoanalyse. Orac, Wien 1986, ISBN 3-7015-0047-9.
- Ein unmöglicher Beruf. Über die schöne Kunst, ein Analytiker zu sein. Arbeiten zur Psychoanalyse. Böhlau, Wien 1997, ISBN 3-205-98412-9.
- hrsg. mit Inge Scholz-Strasser: Die Sigmund-Freud-Vorlesungen 1970–1988. Böhlau, Wien 1990, ISBN 3-205-05242-0.

## Film
- Christian M. Kreuziger (Regisseur): Harald Leupold-Löwenthal zum 80. Geburtstag. Eine Annäherung. Cinecraft, 2006 (Trailer).